# Erquelinnes
Erquelinneslà một đô thị ở tỉnh Hainaut. Tại thời điểm ngày 1 tháng 1 năm 2006 Erquelinnes có dân số 9.549 người. Tổng diện tích là 44,23 km² với mật độ dân số là 216 người trên mỗi km².